# Medary (Wisconsin)
Medary es un pueblo ubicado en el condado de La Crosse en el estado estadounidense de Wisconsin. En el Censo de 2010 tenía una población de 1.461 habitantes y una densidad poblacional de 51,32 personas por km².

## Geografía
Medary se encuentra ubicado en las coordenadas 43°50′12″N 91°11′15″O / 43.83667, -91.18750. Según la Oficina del Censo de los Estados Unidos, Medary tiene una superficie total de 28.47 km², de la cual 28.44 km² corresponden a tierra firme y (0.11%) 0.03 km² es agua.

## Demografía
Según el censo de 2010, había 1.461 personas residiendo en Medary. La densidad de población era de 51,32 hab./km². De los 1.461 habitantes, Medary estaba compuesto por el 97.67% blancos, el 0.34% eran afroamericanos, el 0.07% eran amerindios, el 1.23% eran asiáticos, el 0.07% eran isleños del Pacífico, el 0.07% eran de otras razas y el 0.55% pertenecían a dos o más razas. Del total de la población el 1.64% eran hispanos o latinos de cualquier raza.